# Jörg Olbrich
Jörg Olbrich (* 1970) ist ein deutscher Schriftsteller, der vor allem durch seine Historienromane Bekanntheit erlangte.

## Leben und Werk
Der Autor lebt in Mittelhessen und veröffentlichte 2003 seine erste Kurzgeschichte. Die Erzählung Herz aus Stein wurde 2008 in der Kategorie Beste deutschsprachige Kurzgeschichte mit dem  Deutschen Phantastik Preis ausgezeichnet.
Seine aktuellen Werke erscheinen beim Acabus Verlag in Hamburg.

## Veröffentlichungen (Auswahl)
- Das Erbe des Antipatros, BoD, ISBN 978-3-7431-0265-1.
- Das Geheimnis der Ronneburg, BoD, ISBN 978-3-7412-2597-0.
- Hilmer[4] – Der Lemming, der nicht sterben wollte, BoD, ISBN 978-3-7357-8450-6.
- Henni & Hörg – Zwei Missionare räumen auf, BoD, ISBN 978-3-7347-8728-7.
- Heidi – Eine Feldmaus im Blutrausch, BoD, ISBN 978-3-7392-0901-2.
- Homer – Zwischen Königen und Göttern[5], Waldhardt Verlag, ISBN 978-3-945746-17-2.
- Der Winterkönig. Geschichten des Dreißigjährigen Kriegs I, Acabus Verlag, ISBN 978-3-86282-528-8.
- Der tolle Halberstädter. Geschichten des Dreißigjährigen Krieges II, Acabus Verlag, ISBN 978-3-86282-619-3.
- zusammen mit Michael Buttler, Vitus von Donnersfeldt und die Verfluchten von Enzheim. Legionarion Verlag, Frankfurt am Main 2024, ISBN 978-3-96937-156-5.